# لاين بارك
لاين بارك (بالإنجليزية: Iain Park) هو منافس ألعاب قوى بريطاني، ولد في 16 يوليو 1974.

## روابط خارجية
- لاين بارك على موقع الاتحاد الدولي لألعاب القوى (الإنجليزية)
- لاين بارك على موقع اتحاد ألعاب الكومنولث (مؤرشف) (الإنجليزية)
- لاين بارك على موقع دورة ألعاب الكومنولث 2006 (مؤرشف) (الإنجليزية)